# Elbląg
Elbląg (česky Elbínek, latinsky Elbinga, Elbingus, německy Elbing, prusky Elbings) je polské okresní město ve Varmijsko-mazurském vojvodství. Sídlí zde úřady elblągského okresu a vesnické gminy (obce) Elbląg, město však není její součástí, ale tvoří samostatnou jednotku místní samosprávy. Od roku 1992 je hlavním městem elblągské diecéze. Patří k nejstarším městům v Polsku vůbec (založeno 1237, městská práva získalo 1246). Město mělo právo aktivní volby krále.
Elbląg má nejnižší nadmořskou výšku v Polsku. Leží v blízkosti Vislanského zálivu, u ústí řeky, s níž má shodné jméno. Podle údaje z 31. prosince 2012 zde žije 122 368 obyvatel.
Město je střediskem průmyslu těžkého (Scana Zamech – výroba lodních šroubů, General Electric – slévárna a výroba turbín), potravinářského (pivovar Skupiny Żywiec) a turistického (Elblągský kanál se známými lodními výtahy). Pozici města posílilo také vybudování plavebního kanálu Nový Svět na Viselské kose v roce 2022. Největší rozvoj zažívalo od 1. června 1975 do 31. prosince 1998, kdy bylo hlavním městem vojvodství. Tehdy se značně zvýšil počet jeho obyvatel.
Kolem Elblągu procházejí dvě modernizované státní silnice: S7, spojující Elbląg s Gdaňskem, Varšavou a Krakovem, a S22, budoucí nejkratší spojnice západu a východu Evropy a Kaliningradské oblasti. Díky dotacím Evropské unie bylo započato s rozšířením námořního přístavu, tramvajové sítě a také s rekonstrukcí Starého Města. Zároveň jsou budována sídliště Modrzewina-Północ, Krasny Las, Dąbrowa a průmyslová oblast Modrzewina-Południe.
Elbląg je jedním z nejlépe archeologicky probádaných polských měst, díky čemuž vlastní zdejší muzeum mnoho unikátních exponátů.

## Název
Polský název města Elbląg pochází od názvu řeky, kterou v roce 890 anglosaský cestovatel Wulfstan pojmenoval Ilfing. Město přejalo pozdější název řeky roku 1237.

## Historie

### Středověk
Nedaleko místa, kde se do 9. století nacházela pruská obchodní osada Truso, vybudovali na jaře roku 1237, na ostrově u ústí řeky Elbląg, křižáci pod velením Hermanna von Balk malý hrádek. Po jeho dobytí, pravděpodobně pruskými Pogezany, přestěhovali se křižáci po roce 1240 na místo dnešního Starého Města, kde již existovala osada z 10. století. Do ní přivedli německé kolonisty a odtud pak vedli výboje do zemí obývaných pohanskými Prusy. O již tehdy existujícím opevnění Elblągu svědčí skutečnost, že v roce 1242 odolal útokům Prusů během I. pruského povstání (1242–1249) i obléhání gdaňského knížete Świętopełka II. Osada se pod vládou Řádu německých rytířů rychle rozvíjela, a už v roce 1246 získala městská práva dle práva lubeckého, což Elblągu zajistilo větší pravomoci než sousedním městům založeným dle práva chelminského. Hrad, jehož stavba probíhala v letech 1245–1248, se roku 1251 stal sídlem zemského mistra Řádu německých rytířů. Díky tomu byl Elbląg prvních 70 let své existence nejdůležitějším centrem, jediným námořním přístavem a hlavní vojenskou základnou vznikajícího křižáckého státu. Roku 1246 se poprvé objevila zmínka o elblągském komturovi jménem Alexander.
Křižácký hrad, postavený jižně od města při ústí řeky Kumiely do řeky Elbląg, byl považován za nejmocnější a nejkrásnější hrad řádu po hradu v Malborku. Do roku 1309 byl administrativním centrem křižáckého státu a místem setkávání pruské kapituly.
Elbląg odolal útokům Prusů i při II. pruském povstání v letech 1260–1274. Po založení a rozšíření Malborku a přenesení sídla velmistra z Benátek na malborský hrad roku 1309 se stal elblągský hrad sídlem velkého špitálníka řádu, který byl zároveň elblągským komturem. Zdrojem blahobytu města bylo vlastnictví rozsáhlých majetků na Žulavách a Elblągské vysočině.
Základem rozvoje města byl námořní obchod, který se zasloužil i o příliv osadníků z mnoha evropských zemí. Elbląg byl i aktivním členem hanzy.
Od poloviny 14. století se význam Elblągu začal postupně snižovat. Bylo to dáno mnoha faktory. Po dobytí Pruska přestal být základnou pro vojenské výpady na východ, a poté, co křižáci zabrali gdaňské pomoří a učinili svým hlavním městem Malbork, ztratil i charakter politického a hospodářského centra. Přesměrování hlavního ústí Visly ke Gdaňsku ztížilo plavbu do Elblągu a většina lodí ze severu a západu Evropy začala využívat výhodněji položený Gdaňsk. Ranou pro město bylo i založení konkurenčního Nového Města Elblągu v roce 1337 a udělení městských práv tomuto sídlu o deset let později.
Od konce 14. století Elbląg ztrácel na významu ve prospěch Gdaňska, který později získal monopol na obchod polským obilím. K oslabení pozice města přispěla i příroda. Průplavy Vislanskou pevninskou kosou se postupně zanášely, což bránilo větším lodím vplout do přístavu. Úpadek však nebyl tak značný, jak se doposud soudilo. Archeologické nálezy z tohoto období naopak dokládají relativní blahobyt.
Po porážce křižáků polsko-litevskými vojsky v bitvě u Grunwaldu roku 1410 obsadili elblągští měšťané hrad a 22. července 1410 složili hold polskému králi Vladislavu II. Jagello. V září 1410 však elblągský hrad znovu ovládli křižáci. Právě v Elblągu byl roku 1440 založen Pruský spolek (něm. Preußischer Bund). 12. února 1454 při protikřižáckém povstání dobyli elblągští měšťané hrad znovu a v obavě před opětovným návratem křižáků jej zbořili. Téhož roku obyvatelé Elblągu vzdali poctu králi Kazimírovi IV. Jagellonskému, od něhož město současně obdrželo velké privilegium, kterým byla potvrzena městská práva, rozšířeny pravomoci polské samosprávy, kompetence městského soudu a téměř zdvojnásobeno jeho území. Město navíc získalo právo rybolovu a převzalo mlýny spolu s dalším majetkem po křižáckých komturech. Na oplátku se Elbląg aktivně podílel na porážce křižácké flotily v bojích ve Vislanském zálivu. Dle ustanovení Druhého toruňského míru, jímž byla v 1466 ukončena třináctiletá válka, připadl Elbląg Polsku, k němuž pak náležel do roku 1772.
V letech 1642–1648 žil ve městě Jan Amos Komenský. Na zakázku švédského kancléře zde pracoval na učebnici Nejnovější metoda jazyků. Současně však pracoval na Obecné poradě o nápravě věcí lidských. Když  to jeho ochránce, zbrojař Louis de Geer, zjistil, ukončil s ním spolupráci.

### Zlatý věk Elblągu a jeho úpadek
Přelom 16. a 17.
století bylo obdobím rozvoje města a námořního obchodu v důsledku blokády Gdaňsku Štěpánem Báthorym. Do uzavření mírové dohody polského krále se vzbouřeným Gdaňskem proudil celý polský export i import přes elblągský přístav.
Během polsko-švédské války o ústí Visly byla ve městě švédská posádka, která odešla po podepsání příměří ve Štumské vsi 12. září 1635.
Při dalším švédském nájezdu na Polsko (Potop szwedzki) obsadila 22. prosince 1655 Elbląg švédská vojska. Okupace trvající do roku 1660 a morové epidemie zastavily rozvoj a město téměř vylidnily.
V červnu 1698 podepsal polský král August II. Silný na sjezdu v Jańsborku (nynější Pisz) s kurfiřtem Fridrichem I. Pruským tajnou dohodu, na jejímž základě dostal Fridrich za 150 tisíc stříbrných tolarů povolení obsadit Elbląg. V říjnu téhož roku Fridrich město oblehl, a to 10. listopadu kapitulovalo. Pobouření polské veřejnosti nad jednáním Augusta II. a návrhy Dánska, Švédska i císaře Leopolda I. Habsburského na vyjednávání donutily Fridricha I. svolit k diplomatickým rozhovorům, které skončily 17. prosince 1699 návratem Elblągu Polsku. V roce 1703 však Fridrich I. obsadil okolní městské državy, čímž Elbląg zbavil poloviny příjmů.
Za velké severní války bylo město postupně obsazeno Švédy (1703–1710), Rusy (1710–1712) a Sasy (1712), což vyčerpalo městskou pokladnu a upadající město se stalo snadnou kořistí Prusů.
Na začátku 18. století byl obchod v úpadku a loděnice před zánikem. Pod pruskou vládou se však stal Elbląg vedle Královce největším městem Východního Pruska. Do okamžiku, kdy Bedřich II. Veliký obsadil v roce 1722 Gdaňsk, byl Elbląg i hlavním přístavem povodí Visly. Těchto dvacet let prosperity umožnilo Elblągu prohloubit koryta řek Nogat a Elbląg, upravit kotviště a rozšířit přístavní zařízení, čímž se město opět ekonomicky pozdvihlo. Oživení bylo však krátkodobé, neboť intenzivní zanášení vodních cest znovu zabrzdilo rozvoj přístavu a námořního obchodu.
Při I. dělení Polska roku 1772 se stal Elbląg součástí Pruska a 12. prosince město obsadila pruská vojska. Elblągu byla odebrána privilegia dle práva lübeckého, byl podřízen pruským úřadům a stal se provinčním okresním městem. Ve snaze prohloubit závislost zbytku Polska na Prusku bylo na polské zboží uvaleno clo, což poškodilo dosud ještě polská města Toruň a Gdaňsk, ale podpořilo Elbląg. To však netrvalo dlouho, neboť už v roce 1807 nastala obchodní krize.

### 19. století a průmyslová revoluce
V letech 1815–1920 byl Elbląg součástí gdaňského regionu v provincii Západní Prusko. Roku 1818 byl utvořen zemský okres Elbląg (Elbing) a roku 1874 z něj byl vyčleněn městský okres Elbląg.
Na počátku 19. století bylo město degradováno do role říčního přístavu v místním obchodu. Elbląg hledal nové cesty ekonomického rozvoje a pomalu se začal přetvářet v průmyslové, administrativní a armádní centrum. Ve 2. polovině 19. století byl významným centrem pruského ocelářského průmyslu. Místní kupci začali investovat do manufaktur a fabrik. Rozvinulo se tkalcovství a sklářství. Byly zakládány různé zpracovatelské zemědělsko-potravinářské a tabákové závody, továrny na mýdla, olej a škrob. Důležitou součástí průmyslu zůstávala stavba lodí. Významnou roli sehrál Ferdinand Schichau, který roku 1837 otevřel strojírnu a roku 1854 vlastní loděnici, která se později stala hlavním německým producentem torpédoborců. V Elblągu byl v 19. století budován především moderní průmysl. V tomto období vznikly např. Tiessenova slévárna železa, Neufeldovy ocelárny, továrna na doutníky Losera&Wolffa nebo Komnickova automobilka. Hospodářský rozvoj s sebou přinesl vznik dělnické třídy, jejímž základem byli kovodělníci. Zneužívání dětské práce, neúnosně dlouhá pracovní doba a nízké mzdy byly příčinou narůstání revolučních nálad. Na území města začaly operovat buňky Sociálnědemokratické strany Německa a formovaly se dělnické organizace, které prováděly propagandistické akce. Do vypuknutí I.
světové války se přes město přehnaly vlny dělnických manifestací, z nichž některé byly brutálně rozehnány policií.
S vypuknutím války se situace města velmi zhoršila. Již od roku 1914 přes Elbląg procházely desetitisíce uprchlíků. Výsledkem byl všeobecný chaos, nedostatek potravin atp. Důsledkem hospodářského propadu ve válečných letech bylo zavírání továren a růst nezaměstnanosti. Ke konci války trpěli obyvatelé hladem a mnozí neměli ani střechu nad hlavou.

### Meziválečné období
Podle versailleské
smlouvy z roku 1919 se od 28. listopadu 1920 stal Elbląg součástí provincie Východní
Prusko.
Restrikce uvalené na Německo po prohrané válce a ztráta odbytu zboží způsobily krizi elblągského hospodářství. Město bylo po válce vyčerpané, panoval chaos, nezaměstnanost a drahota. V této situaci docházelo ke stávkám a demonstracím, které měly charakter spíše ekonomický než politický. Ve městě pracovala buňka německé marxistické organizace – Spartakovci (něm. Spartakusbund). 11. listopadu 1918 vznikla Dělnická rada, jejíž činnost se sice omezila pouze na zorganizování několika shromáždění, ale na konci roku byla vytvořena místní organizace Komunistické strany Německa, která měla značný vliv až do nástupu Hitlera k moci.
Ve 30. letech nastal opětovný rozkvět průmyslu a Elbląg se stal také významným posádkovým městem třetí říše. Byla založena vojenská letecká škola a postaveny kasárny pro dělostřelectvo, ženisty a pěchotu. S militarizací města souvisel rozvoj jeho infrastruktury. Byla postavena nová obytná sídliště a vznikla moderní vojenská nemocnice. O rozvoji vysokého školství svědčí vznik technické, pedagogické a zemědělské školy. Ve městě byla otevřena dvě muzea, veřejná knihovna a archiv. Mezi mnoha úřady a institucemi byly také tři konzuláty: švédský, švýcarský a polský. Dobrý stav elblągské ekonomiky umožnil zmodernizovat plynovou a kanalizační síť, tramvajovou dopravu a přístav. Byla také prohloubena vodní cesta do Vislanského zálivu.

### Druhá světová válka
Za druhé světové války byl Elbląg válečným městem. Byl přeplněn přesídlenci z Meklenburska a Mazur, a také válečnými zajatci. Od března 1940 tu byl jeden, později dva pobočné tábory koncentračního tábora Stutthof (dnešní Sztutowo). Byl zaveden přídělový systém na potraviny. Poté, co na počátku roku 1945 Rudá armáda vkročila do Východního Pruska, začali do Elblągu proudit němečtí vojáci. První jednotky sovětských vojsk se přiblížily 23. ledna 1945. V krátké době bylo
město ze třech stran obklíčeno a rozpoutaly se těžké boje, které trvaly do 10. února 1945, kdy Rudá armáda město obsadila. Dosud téměř nepoškozené město bylo při dobývání obráceno v trosky. Zničeno bylo i centrum s historickou zástavbou Starého města. V bojích padlo asi 5 tisíc německých a 2731 sovětských vojáků. Těžko odhadnutelné jsou ztráty na civilním obyvatelstvu. Mnoho předválečných obyvatel Elblągu utonulo ve Vislanském zálivu při útěku na západ.
Do konce války byl Elbląg spravován sovětskými státními úřady. Ty za několik měsíců vyvezly do SSSR všechny stroje a zařízení ze zdejších továren. Podle některých zdrojů byly ztráty způsobené tímto odsunem techniky vyšší, než
ztráty způsobené samotnou válečnou činností.

### Návrat Elblągu Polsku a léta v PLR
19. května 1945 předala sovětská armáda symbolické klíče od města polským úřadům, a Elbląg se tak po více než 170 letech vrátil do Polska. Prioritou nového vedení města bylo navrácení polské národní identity a deportace německého obyvatelstva, po níž zůstala ve městě 2 % původních obyvatel. Započala reorganizace hospodářství a pozvolná obnova zničeného města. Obnova bohužel přinesla likvidaci mnoha kulturních památek, které byly prohlášeny za německé. V duchu tehdejšího hesla „Celý národ buduje nové hlavní město“ byly zbourány zbytky Starého města a historické cihly putovaly na obnovu Varšavy. Na místě Starého města bylo v plánu postavit nové panelákové sídliště, to však pro nedostatek financí nebylo realizováno.
V roce 1949 zasáhl město stalinský teror v podobě elblągského procesu. V prosinci 1970 byl v Elblągu zastřelen zaměstnanec dopravního podniku Tadeusz Marian Sawicz.
1. června 1975 se stal Elbląg sídlem nově vzniklého vojvodství, kterým byl do 1. ledna 1999.
V 80. letech
začala výstavba městského centra, ale místo rekonstrukce jeho předválečné zástavby vznikly moderní budovy pouze tvarem a velikostí připomínající domy původní. Při zemních pracích byly odhaleny základy původní zástavby, dokládající bývalou velikost a zámožnost Elblągu.

### Přelom 20. a 21. století
Centrem vojvodství byl Elbląg do poslední administrativní reformy, kdy se 1. ledna 1999 se stal okresním městem Varmijsko-mazurského vojvodství, ačkoliv obyvatelstvo dalo při hlasování přednost příslišnosti k vojvodství Pomořskému. V témže roce obdržel jako jediné polské město cenu Evropské unie za úspěchy v oblasti ekologie a také prestižní cenu – Vlajku Evropy. 

## Partnerská města
V současné době Elblag spolupracuje s 14 partnerskými městy z 13 zemí:
- Szombathely, Maďarsko
- Laibin, Čína
- Narva, Estonsko
- Nowy Sącz, Polsko
- Tchaj-nan, Tchaj-wan
- Trowbridge, Velká Británie
- Ternopil, Ukrajina
- Ronneby, Švédsko
- Liepaja, Lotyšsko
- Leer, Německo
- Druskininkai, Litva
- Coquimbo, Chile
- Compiègne, Francie
- Baoji, Čína

V roce 2017 byl, v souvislosti s 25. výročím spolupráce obou měst, kruhový objezd na křižovatce ulic Marii Konopnickiej a Niepodległości pojmenován Rondo Tarnopol, po ukrajinském partnerském městě Ternopil.